# Liste der Kulturdenkmale in Gelting
In der Liste der Kulturdenkmale in Gelting sind alle Kulturdenkmale der schleswig-holsteinischen Gemeinde Gelting (Kreis Schleswig-Flensburg) aufgelistet (Stand: 14. April 2025).
Die Bodendenkmale sind in der Liste der Bodendenkmale in Gelting aufgeführt.

## Legende
In den Spalten befinden sich folgende Informationen:
- Objekt-ID: die Nummer des Kulturdenkmales
- Lage: die Adresse des Kulturdenkmales und die geographischen Koordinaten. Kartenansicht, um Koordinaten zu setzen. In der Kartenansicht sind Kulturdenkmale ohne Koordinaten mit einem roten Marker dargestellt und können in der Karte gesetzt werden. Kulturdenkmale ohne Bild sind mit einem blauen Marker gekennzeichnet, Kulturdenkmale mit Bild mit einem grünen Marker.
- Offizielle Bezeichnung: Bezeichnung des Kulturdenkmales
- Beschreibung: die Beschreibung des Kulturdenkmales
- Bild: ein Bild des Kulturdenkmales

## Sachgesamtheiten
| Objekt-ID      | Lage                                                    | Offizielle Bezeichnung            | Beschreibung | Bild                             |
| -------------- | ------------------------------------------------------- | --------------------------------- | --- | -------------------------------- |
| 55628          | Am Schlossgraben 3-5, 8, 10 (54° 45′ 6″ N, 9° 54′ 7″ O) | Landarbeiterhäuser zu Gut Gelting | Landarbeiterhäuser zu Gut Gelting; 19. Jh., 1928; Gruppe von zwei eingeschossigen, reetgedeckten Arbeiterkaten, einem eingeschossigen Wirtschaftsgebäude mit Walmdach in Allmende und der ehem. Sägemühle - Begründung: geschichtlich, städtebaulich, Kulturlandschaft prägend - Schutzumfang: Gutskate (Am Schlossgraben 3-5), ehem. Landarbeiterkate (Am Schlossgraben 8), Wirtschaftsgebäude (Am Schlossgraben 8), Sägemühle (Am Schlossgraben 10)                             | BW                               |
| 40915 Wikidata | Norderholm 3, Norderholm (54° 44′ 56″ N, 9° 53′ 53″ O)  | Kirche St. Katharinen             | Kirche St. Katharinen mit Ausstattung, Glockenhaus, Kirchhof, Grabmale bis 1870, Gruft von Hobe, Lindenkranz, Kirchhofspforte (Norderholm); Altes Pastorat (Norderholm 3); Aktualisierung vorgesehen - Begründung: geschichtlich, künstlerisch, städtebaulich, Kulturlandschaft prägend - Schutzumfang: Kirche St. Katharinen mit Ausstattung, Glockenhaus, Kirchhof, Grabmale bis 1870, Gruft von Hobe, Lindenkranz, Kirchhofspforte (Norderholm); Altes Pastorat (Norderholm 3) | weitere Fotos \| Fotos hochladen |

## Bauliche Anlagen
| Objekt-ID     | Lage                                              | Offizielle Bezeichnung                | Beschreibung | Bild                             |
| ------------- | ------------------------------------------------- | ------------------------------------- | --- | -------------------------------- |
| 2744 Wikidata | Am Schlossgraben 7 b (54° 45′ 0″ N, 9° 54′ 17″ O) | Gut Gelting: Herrenhaus               | Alteintragung (Aktualisierung vorgesehen) - Begründung: Alteintragung (Aktualisierung vorgesehen) - Schutzumfang: Alteintragung (Aktualisierung vorgesehen) - Denkmaltyp: Bauliche Anlage | weitere Fotos \| Fotos hochladen |
| 1199 Wikidata | Am Schlossgraben 7b (54° 45′ 6″ N, 9° 54′ 23″ O)  | Gut Gelting: Torhaus                  | Alteintragung (Aktualisierung vorgesehen) - Begründung: geschichtlich, künstlerisch, Kulturlandschaft prägend - Schutzumfang: Alteintragung (Aktualisierung vorgesehen) - Denkmaltyp: Bauliche Anlage | weitere Fotos \| Fotos hochladen |
| 1398          | Am Schlossgraben 7b (54° 45′ 2″ N, 9° 54′ 19″ O)  | Gut Gelting: Kutscherhaus             | Kutscherhaus; im Kern vor 1789; auf der Gutsinsel vor dem Herrenhaus in Verlängerung dessen Ostflügels gelegener eingeschossiger Massivbau mit ziegelgedecktem Halbwalmdach und traufseitigen Dacherkern - Begründung: geschichtlich, städtebaulich, Kulturlandschaft prägend - Schutzumfang: Kutscherhaus, - Denkmaltyp: Bauliche Anlage | BW                               |
| 2746 Wikidata | Am Schlossgraben 7b (54° 45′ 4″ N, 9° 54′ 24″ O)  | Gut Gelting: Weizenscheune            | Alteintragung (Aktualisierung vorgesehen) - Begründung: Alteintragung (Aktualisierung vorgesehen) - Schutzumfang: Alteintragung (Aktualisierung vorgesehen) - Denkmaltyp: Bauliche Anlage | BW                               |
| 1397          | Am Schlossgraben 7b (54° 45′ 2″ N, 9° 54′ 16″ O)  | Kavalierhaus                          | Kavalierhaus; vor 1789; auf der Gutsinsel vor dem Herrenhaus in seitlicher Verlängerung dessen Westflügels gelegener zweigeschossiger, ungegliederter Putzbau mit ziegelgedecktem Walmdach - Begründung: geschichtlich, städtebaulich - Schutzumfang: Kavalierhaus, - Denkmaltyp: Bauliche Anlage                                         | BW                               |
| 1389 Wikidata | Am Schlossgraben 7b (54° 44′ 59″ N, 9° 54′ 16″ O) | Gut Gelting: Zugbrücke                | Alteintragung (Aktualisierung vorgesehen) - Begründung: Alteintragung (Aktualisierung vorgesehen) - Schutzumfang: Alteintragung (Aktualisierung vorgesehen) - Denkmaltyp: Bauliche Anlage | BW                               |
| 4056 Wikidata | Norderholm (54° 44′ 56″ N, 9° 53′ 53″ O)          | Kirche St. Katharinen mit Ausstattung | Die Kirche wurde im 14. Jahrhundert erbaut. Alteintragung (Aktualisierung vorgesehen) - Begründung: geschichtlich, künstlerisch, städtebaulich - Schutzumfang: Kirche St. Katharinen mit Ausstattung, Glockenhaus - Denkmaltyp: Bauliche Anlage, Sachgesamtheit: Kirche St. Katharinen                                                    | weitere Fotos \| Fotos hochladen |
| 4057 Wikidata | Norderholm 3 (54° 44′ 48″ N, 9° 53′ 48″ O)        | Altes Pastorat                        | Alteintragung (Aktualisierung vorgesehen) - Begründung: geschichtlich, städtebaulich - Schutzumfang: Alteintragung (Aktualisierung vorgesehen) - Denkmaltyp: Bauliche Anlage, Sachgesamtheit: Kirche St. Katharinen | weitere Fotos \| Fotos hochladen |

## Gründenkmale
| Objekt-ID      | Lage                                              | Offizielle Bezeichnung  | Beschreibung | Bild            |
| -------------- | ------------------------------------------------- | ----------------------- | --- | --------------- |
| 1198 Wikidata  | Am Schlossgraben 7b (54° 44′ 57″ N, 9° 54′ 17″ O) | Gut Gelting: Gutsgarten | Alteintragung (Aktualisierung vorgesehen) - Begründung: geschichtlich, künstlerisch, Kulturlandschaft prägend - Schutzumfang: gesamtes Objekt - Denkmaltyp: Gründenkmal                                                                                    | Fotos hochladen |
| 23004 Wikidata | Norderholm (54° 44′ 57″ N, 9° 53′ 53″ O)          | Kirchhof                | Alteintragung (Aktualisierung vorgesehen) - Begründung: geschichtlich, Kulturlandschaft prägend - Schutzumfang: Kirchhof, Grabmale bis 1870, Gruft von Hobe, Lindenkranz, Kirchhofspforte - Denkmaltyp: Gründenkmal, Sachgesamtheit: Kirche St. Katharinen | Fotos hochladen |

## Quelle
- Liste der Kulturdenkmale in Schleswig-Holstein – Kreis Schleswig-Flensburg

- Karte mit allen Koordinaten:
- OSM |
- WikiMap